# ددة سقي
ددة سقي هي قرية في مقاطعة أرومية، إيران. يقدر عدد سكانها بـ 105 نسمة بحسب إحصاء 2016.